# Liga ACB 2018-19
La temporada 2018-19 de la Liga Endesa fue la 36.ª temporada de la liga española de baloncesto como Liga ACB.

## Equipos participantes
| Equipo                  | Pabellón (Capacidad)                                  | Fundación |
| ----------------------- | ----------------------------------------------------- | --------- |
| Kirolbet Baskonia       | Fernando Buesa Arena (15.504 espectadores)            | 1959      |
| Divina Seguros Joventut | Olímpico de Badalona (12.500 espectadores)            | 1930      |
| FC Barcelona Lassa      | Palau Blaugrana (7.585 espectadores)                  | 1926      |
| Delteco GBC             | Donostia Arena 2016 (11.000 espectadores)             | 2001      |
| Herbalife Gran Canaria  | Gran Canaria Arena (11.500 espectadores)              | 1963      |
| Iberostar Tenerife      | Pabellón Insular Santiago Martín (5.500 espectadores) | 1939      |
| MoraBanc Andorra        | Poliesportiu d'Andorra (5.000 espectadores)           | 1970      |
| Monbus Obradoiro        | Multiusos Fontes do Sar (6.050 espectadores)          | 1970      |
| Montakit Fuenlabrada    | Pabellón Fernando Martín (5.700 espectadores)         | 1983      |
| Movistar Estudiantes    | Palacio de los Deportes (13.673 espectadores)         | 1948      |
| Cafés Candelas Breogán  | Pazo dos Deportes (6.500 espectadores)                | 1966      |
| Real Madrid             | Palacio de los Deportes (13.673 espectadores)         | 1932      |
| Baxi Manresa            | Pavelló Nou Congost (5.000 espectadores)              | 1931      |
| Tecnyconta Zaragoza     | Pabellón Príncipe Felipe (10.744 espectadores)        | 2002      |
| San Pablo Burgos        | Coliseum Burgos (9.454 espectadores)                  | 1994      |
| UCAM Murcia             | Palacio de Deportes (7.454 espectadores)              | 1985      |
| Unicaja                 | José María Martín Carpena (11.300 espectadores)       | 1992      |
| Valencia Basket         | Pabellón Fuente de San Luis (9.000 espectadores)      | 1986      |

### Equipos por territorios
| Comunidad autónoma    | N.º | Equipos                                                   |
| --------------------- | --- | --------------------------------------------------------- |
| Comunidad de Madrid   | 3   | Montakit Fuenlabrada, Movistar Estudiantes, Real Madrid   |
| Cataluña              | 3   | Divina Seguros Joventut, FC Barcelona Lassa, Baxi Manresa |
| País Vasco            | 2   | Kirolbet Baskonia, Delteco GBC                            |
| Canarias              | 2   | Herbalife Gran Canaria e Iberostar Tenerife               |
| Galicia               | 2   | Natura Monbus Obradoiro, Cafés Candelas Breogán           |
| Aragón                | 1   | Tecnyconta Zaragoza                                       |
| Castilla y León       | 1   | San Pablo Burgos                                          |
| Comunidad Valenciana  | 1   | Valencia Basket                                           |
| Andalucía             | 1   | Unicaja                                                   |
| Región de Murcia      | 1   | UCAM Murcia                                               |
| Principado de Andorra | 1   | MoraBanc Andorra                                          |

### Arbitraje
Los árbitros de cada partido fueron designados por una comisión creada para tal objetivo e integrada por representantes de la ACB y la FEB. En la temporada 2018/19, los colegiados de la categoría serán los siguientes:
- 5 - Daniel Hierrezuelo Navas
- 15 - Juan Carlos García González
- 20 - Òscar Perea Lorente
- 21 - Vicente Bultó Estébanez
- 22 - Francisco Araña Santana
- 23 - José Antonio Martín Bertrán
- 27 - Antonio Conde Ruiz
- 31 - Carlos Peruga Embid
- 33 - Miguel Ángel Pérez Pérez
- 35 - Emilio Pérez Pizarro
- 36 - José Ramón García Ortiz
- 43 - Benjamín Jiménez Trujillo
- 44 - Carlos Cortés Rey
- 50 - Luis Miguel Castillo Larroca
- 52 - Jacobo Rial Barreiro
- 53 - Rubén Sánchez Mohedas
- 54 - Fernando Calatrava Cuevas
- 55 - Jorge Martínez Fernández
- 57 - Sergio Manuel Rodríguez
- 59 - Juan de Dios Oyón Cauqui
- 60 - Rafael Serrano Velázquez
- 61 - Jordi Aliaga Solé
- 63 - Martín Caballero Madrid
- 64 - Raúl Zamorano Sánchez
- 65 - Esperanza Mendoza Holgado
- 66 - Alfonso Olivares Iglesias
- 67 - Arnau Padrós Feliu
- 68 - Alberto Sánchez Sixto
- 69 - Javier Torres Sánchez
- 70 - Alberto Baena Arroyo
- 71 - Iyán González Gálvez
- 72 - Carlos Merino Campos

## Detalles de la competición liguera

### Clasificación de la liga regular
| Pos. | Equipo                     | PJ | G  | P  | PF   | PC   | DP   | Clasificación o descenso     |
| ---- | -------------------------- | -- | -- | -- | ---- | ---- | ---- | ---------------------------- |
| 1    | Real Madrid                | 34 | 28 | 6  | 3026 | 2679 | +347 | Clasificación a los playoffs |
| 2    | Barça Lassa                | 34 | 27 | 7  | 2948 | 2590 | +358 | Clasificación a los playoffs |
| 3    | Kirolbet Baskonia          | 34 | 26 | 8  | 2927 | 2549 | +378 | Clasificación a los playoffs |
| 4    | Valencia Basket            | 34 | 23 | 11 | 2793 | 2673 | +120 | Clasificación a los playoffs |
| 5    | Unicaja                    | 34 | 21 | 13 | 2843 | 2773 | +70  | Clasificación a los playoffs |
| 6    | Tecnyconta Zaragoza        | 34 | 18 | 16 | 2822 | 2897 | −75  | Clasificación a los playoffs |
| 7    | Divina Seguros Joventut    | 34 | 18 | 16 | 2754 | 2733 | +21  | Clasificación a los playoffs |
| 8    | Baxi Manresa               | 34 | 17 | 17 | 2732 | 2794 | −62  | Clasificación a los playoffs |
| 9    | Iberostar Tenerife         | 34 | 17 | 17 | 2772 | 2710 | +62  |                              |
| 10   | MoraBanc Andorra           | 34 | 16 | 18 | 2815 | 2785 | +30  |                              |
| 11   | San Pablo Burgos           | 34 | 15 | 19 | 2816 | 2839 | −23  |                              |
| 12   | Herbalife Gran Canaria     | 34 | 14 | 20 | 2828 | 2873 | −45  |                              |
| 13   | Montakit Fuenlabrada       | 34 | 13 | 21 | 2788 | 3021 | −233 |                              |
| 14   | UCAM Murcia                | 34 | 12 | 22 | 2661 | 2785 | −124 |                              |
| 15   | Monbus Obradoiro           | 34 | 11 | 23 | 2645 | 2823 | −178 |                              |
| 16   | Movistar Estudiantes       | 34 | 11 | 23 | 2813 | 2981 | −168 |                              |
| 17   | Delteco GBC (R)            | 34 | 10 | 24 | 2558 | 2791 | −233 | Descenso a la LEB Oro        |
| 18   | Cafés Candelas Breogán (R) | 34 | 9  | 25 | 2623 | 2868 | −245 | Descenso a la LEB Oro        |

 Fuente: ACB

### Tabla de resultados cruzados
| Local \ Visitante       | BAR    | BAX    | BRE    | GBC    | JOV    | HGC   | IBT    | KBA    | MOB   | MKF     | MBA     | MOV    | RMB     | SPB   | TZA    | UCM    | UNI    | VBC    |
| ----------------------- | ------ | ------ | ------ | ------ | ------ | ----- | ------ | ------ | ----- | ------- | ------- | ------ | ------- | ----- | ------ | ------ | ------ | ------ |
| Barça Lassa             | —      | 107–71 | 94–80  | 88–71  | 94–92  | 98–78 | 77–73  | 72–84  | 79–73 | 106–76  | 67–63   | 90–76  | 86–69   | 97–88 | 99–55  | 105–73 | 94–83  | 72–78  |
| Baxi Manresa            | 78–88  | —      | 72–63  | 84–74  | 66–67  | 86–79 | 91–87  | 66–82  | 75–72 | 86–77   | 64–77   | 101–91 | 78–83   | 83–86 | 94–73  | 86–96  | 87–96  | 75–66  |
| Cafés Candelas Breogán  | 75–92  | 71–80  | —      | 83–71  | 69–76  | 77–92 | 84–85  | 72–90  | 69–56 | 92–96   | 85–79   | 88–79  | 84–71   | 76–95 | 82–86  | 77–73  | 83–75  | 65–77  |
| Delteco GBC             | 71–104 | 85–91  | 100–65 | —      | 89–86  | 74–63 | 73–79  | 77–87  | 85–72 | 60–76   | 72–84   | 93–92  | 76–95   | 92–83 | 73–78  | 67–81  | 80–94  | 66–67  |
| Divina Seguros Joventut | 89–77  | 86–70  | 81–88  | 88–64  | —      | 88–75 | 84–64  | 67–68  | 83–79 | 78–88   | 65–75   | 86–78  | 74–83   | 88–85 | 88–73  | 86–94  | 93–86  | 83–74  |
| Herbalife Gran Canaria  | 77–97  | 76–84  | 96–72  | 85–90  | 83–68  | —     | 77–91  | 83–101 | 92–93 | 91–75   | 106–80  | 85–79  | 71–77   | 74–81 | 84–79  | 90–82  | 85–76  | 111–92 |
| Iberostar Tenerife      | 63–57  | 77–75  | 90–78  | 60–67  | 79–72  | 86–90 | —      | 70–63  | 78–52 | 96–65   | 87–83   | 73–81  | 82–91   | 83–88 | 86–88  | 83–76  | 85–92  | 100–66 |
| Kirolbet Baskonia       | 73–82  | 82–71  | 100–78 | 85–66  | 87–81  | 91–76 | 85–68  | —      | 72–63 | 101–92  | 84–82   | 104–67 | 74–91   | 87–79 | 99–76  | 93–49  | 112–95 | 77–56  |
| Monbus Obradoiro        | 63–83  | 90–97  | 75–73  | 88–82  | 77–84  | 82–96 | 79–90  | 74–81  | —     | 101–104 | 69–68   | 91–81  | 73–86   | 91–81 | 84–91  | 91–79  | 89–86  | 78–81  |
| Montakit Fuenlabrada    | 79–73  | 94–89  | 95–98  | 70–69  | 74–106 | 88–93 | 88–84  | 60–110 | 84–83 | —       | 79–85   | 93–92  | 80–95   | 80–89 | 87–88  | 101–93 | 79–93  | 94–89  |
| MoraBanc Andorra        | 79–82  | 77–82  | 91–84  | 76–87  | 102–89 | 99–85 | 81–96  | 93–73  | 91–72 | 89–88   | —       | 96–82  | 66–87   | 97–88 | 97–99  | 78–76  | 84–95  | 72–73  |
| Movistar Estudiantes    | 84–101 | 77–79  | 95–62  | 86–62  | 69–83  | 86–96 | 98–96  | 67–100 | 83–80 | 77–75   | 91–90   | —      | 93–88   | 80–79 | 87–72  | 86–110 | 72–80  | 79–83  |
| Real Madrid             | 76–82  | 91–57  | 94–89  | 104–71 | 92–69  | 87–63 | 88–73  | 82–76  | 94–70 | 89–79   | 105–107 | 109–92 | —       | 90–77 | 98–96  | 80–74  | 89–82  | 83–77  |
| San Pablo Burgos        | 80–85  | 74–82  | 92–76  | 96–73  | 65–87  | 89–87 | 79–68  | 82–79  | 76–84 | 99–76   | 66–62   | 102–82 | 84–102  | —     | 79–93  | 84–73  | 88–79  | 77–87  |
| Tecnyconta Zaragoza     | 86–91  | 83–74  | 83–69  | 76–73  | 112–66 | 71–69 | 102–93 | 81–79  | 78–86 | 77–80   | 77–97   | 91–85  | 70–85   | 89–81 | —      | 88–68  | 72–70  | 89–91  |
| UCAM Murcia             | 71–70  | 79–84  | 76–64  | 61–74  | 73–78  | 82–77 | 91–96  | 75–86  | 80–58 | 75–65   | 67–77   | 73–88  | 80–82   | 72–62 | 116–94 | —      | 78–76  | 68–81  |
| Unicaja                 | 78–73  | 99–97  | 78–72  | 87–69  | 88–63  | 89–76 | 61–78  | 64–81  | 74–63 | 89–84   | 72–66   | 82–76  | 103–102 | 91–70 | 98–82  | 89–82  | —      | 86–73  |
| Valencia Basket         | 85–86  | 89–76  | 83–82  | 77–62  | 93–80  | 83–67 | 88–73  | 92–81  | 87–94 | 86–67   | 91–72   | 90–82  | 70–88   | 94–92 | 89–74  | 89–65  | 96–57  | —      |

### Evolución de la clasificación
La tabla enumera las posiciones de los equipos después de la finalización de cada jornada. Con el fin de preservar los cambios cronológicos, los partidos pospuestos no se incluyen en la jornada en la que se programaron originalmente, pero se añadieron a la jornada que se jugó inmediatamente después. Por ejemplo, si un partido estaba programado para la jornada 13, pero luego se pospone y se juega entre las 16 y 17, se agregará a la clasificación para la jornada 16.
| Equipo ╲ Jornada        | 1           | 2  | 3  | 4  | 5  | 6  | 7  | 8  | 9  | 10 | 11 | 12 | 13 | 14 | 15 | 16 | 17 | 18 | 19 | 20 | 21 | 22 | 23 | 24 | 25 | 26 | 27 | 28 | 29 | 30 | 31 | 32 | 33 | 34 |   |
| ----------------------- | ----------- | -- | -- | -- | -- | -- | -- | -- | -- | -- | -- | -- | -- | -- | -- | -- | -- | -- | -- | -- | -- | -- | -- | -- | -- | -- | -- | -- | -- | -- | -- | -- | -- | -- | - |
| Equipo ╲ Jornada        | Real Madrid | 4  | 1  | 1  | 2  | 2  | 1  | 2  | 2  | 1  | 3  | 3  | 3  | 3  | 2  | 3  | 3  | 2  | 2  | 3  | 2  | 2  | 2  | 2  | 2  | 2  | 2  | 2  | 2  | 2  | 2  | 1  | 1  | 1  | 1 |
| Barça Lassa             | 2           | 2  | 2  | 1  | 1  | 2  | 3  | 1  | 2  | 1  | 1  | 1  | 1  | 1  | 1  | 1  | 1  | 1  | 1  | 1  | 1  | 1  | 1  | 1  | 1  | 1  | 1  | 1  | 1  | 1  | 3  | 3  | 3  | 2  |   |
| Kirolbet Baskonia       | 1           | 6  | 3  | 3  | 3  | 3  | 1  | 3  | 3  | 2  | 2  | 2  | 2  | 3  | 2  | 2  | 3  | 3  | 2  | 3  | 3  | 3  | 3  | 3  | 3  | 3  | 3  | 3  | 3  | 3  | 2  | 2  | 2  | 3  |   |
| Valencia Basket         | 14          | 18 | 14 | 8  | 11 | 6  | 8  | 7  | 10 | 9  | 7  | 7  | 6  | 5  | 6  | 6  | 6  | 4  | 6  | 6  | 5  | 4  | 5  | 4  | 5  | 5  | 5  | 4  | 4  | 4  | 4  | 4  | 4  | 4  |   |
| Unicaja                 | 5           | 3  | 5  | 4  | 4  | 4  | 4  | 4  | 4  | 4  | 4  | 4  | 4  | 4  | 4  | 4  | 5  | 6  | 5  | 4  | 6  | 5  | 6  | 5  | 4  | 4  | 4  | 5  | 5  | 5  | 5  | 5  | 5  | 5  |   |
| Tecnyconta Zaragoza     | 18          | 11 | 7  | 10 | 15 | 16 | 13 | 10 | 8  | 7  | 8  | 8  | 9  | 9  | 9  | 9  | 10 | 10 | 10 | 10 | 9  | 10 | 10 | 10 | 9  | 8  | 8  | 7  | 8  | 8  | 6  | 6  | 9  | 6  |   |
| Divina Seguros Joventut | 9           | 14 | 10 | 14 | 6  | 7  | 6  | 6  | 6  | 10 | 9  | 9  | 8  | 8  | 7  | 8  | 7  | 7  | 8  | 7  | 4  | 6  | 4  | 6  | 6  | 6  | 6  | 8  | 7  | 6  | 8  | 7  | 7  | 7  |   |
| Baxi Manresa            | 7           | 9  | 13 | 7  | 9  | 8  | 7  | 8  | 7  | 6  | 6  | 6  | 5  | 7  | 8  | 7  | 8  | 8  | 7  | 8  | 8  | 7  | 7  | 7  | 8  | 7  | 7  | 6  | 6  | 7  | 9  | 9  | 8  | 8  |   |
| Iberostar Tenerife      | 15          | 8  | 4  | 5  | 5  | 5  | 5  | 5  | 5  | 5  | 5  | 5  | 7  | 6  | 5  | 5  | 4  | 5  | 4  | 5  | 7  | 8  | 8  | 8  | 10 | 11 | 9  | 9  | 9  | 9  | 7  | 8  | 6  | 9  |   |
| MoraBanc Andorra        | 8           | 4  | 6  | 6  | 12 | 12 | 10 | 9  | 9  | 8  | 10 | 11 | 12 | 11 | 11 | 10 | 9  | 9  | 9  | 9  | 10 | 9  | 9  | 9  | 7  | 9  | 10 | 10 | 10 | 10 | 10 | 10 | 10 | 10 |   |
| San Pablo Burgos        | 13          | 10 | 15 | 16 | 10 | 11 | 9  | 11 | 13 | 11 | 13 | 15 | 11 | 10 | 10 | 11 | 13 | 14 | 12 | 12 | 12 | 12 | 11 | 11 | 12 | 10 | 11 | 11 | 11 | 11 | 11 | 11 | 11 | 11 |   |
| Herbalife Gran Canaria  | 17          | 17 | 11 | 15 | 8  | 10 | 16 | 16 | 16 | 14 | 16 | 14 | 15 | 16 | 14 | 15 | 12 | 13 | 15 | 16 | 16 | 14 | 14 | 15 | 14 | 14 | 13 | 14 | 12 | 12 | 12 | 12 | 12 | 12 |   |
| Montakit Fuenlabrada    | 3           | 7  | 12 | 17 | 14 | 15 | 12 | 13 | 11 | 12 | 11 | 13 | 14 | 15 | 17 | 14 | 16 | 16 | 14 | 15 | 15 | 16 | 15 | 14 | 13 | 13 | 15 | 12 | 14 | 14 | 13 | 13 | 13 | 13 |   |
| UCAM Murcia             | 12          | 13 | 16 | 11 | 16 | 17 | 14 | 15 | 12 | 13 | 12 | 10 | 10 | 12 | 15 | 16 | 17 | 17 | 17 | 17 | 17 | 17 | 16 | 16 | 16 | 16 | 16 | 17 | 16 | 17 | 16 | 14 | 14 | 14 |   |
| Monbus Obradoiro        | 6           | 5  | 8  | 9  | 13 | 14 | 11 | 12 | 14 | 15 | 14 | 12 | 13 | 13 | 13 | 12 | 11 | 12 | 11 | 11 | 11 | 11 | 12 | 12 | 11 | 12 | 12 | 13 | 13 | 13 | 14 | 15 | 15 | 15 |   |
| Movistar Estudiantes    | 11          | 12 | 9  | 12 | 7  | 9  | 15 | 14 | 15 | 16 | 15 | 16 | 17 | 17 | 16 | 17 | 14 | 11 | 13 | 13 | 13 | 13 | 13 | 13 | 15 | 15 | 14 | 15 | 15 | 15 | 15 | 16 | 16 | 16 |   |
| Delteco GBC             | 16          | 16 | 18 | 18 | 18 | 18 | 18 | 17 | 18 | 18 | 18 | 18 | 18 | 18 | 18 | 18 | 18 | 18 | 18 | 18 | 18 | 18 | 18 | 18 | 18 | 18 | 18 | 18 | 17 | 16 | 17 | 17 | 17 | 17 |   |
| Cafés Candelas Breogán  | 9           | 15 | 17 | 13 | 17 | 13 | 17 | 18 | 17 | 17 | 17 | 17 | 16 | 14 | 12 | 13 | 15 | 15 | 16 | 14 | 14 | 15 | 17 | 17 | 17 | 17 | 17 | 16 | 18 | 18 | 18 | 18 | 18 | 18 |   |

### Playoffs por el título
|  | Cuartos de final 30 de mayo - 4 de junio | Cuartos de final 30 de mayo - 4 de junio | Cuartos de final 30 de mayo - 4 de junio | Cuartos de final 30 de mayo - 4 de junio | Cuartos de final 30 de mayo - 4 de junio | Cuartos de final 30 de mayo - 4 de junio |                      |     | Semifinales 6-11 de junio | Semifinales 6-11 de junio | Semifinales 6-11 de junio | Semifinales 6-11 de junio | Semifinales 6-11 de junio | Semifinales 6-11 de junio |  |  | Finales 15-21 de junio | Finales 15-21 de junio | Finales 15-21 de junio | Finales 15-21 de junio | Finales 15-21 de junio | Finales 15-21 de junio |
|  |                                          |                                          |                                          |                                          |                                          |                                          |                      |     |                           |                           |                           |                           |                           |                           |  |  |                        |                        |                        |                        |                        |                        |
|  | Playoffs ACB 2018-19                     |                                          |                                          |                                          |                                          |                                          |                      |     |                           |                           |                           |                           |                           |                           |  |  |                        |                        |                        |                        |                        |                        |
|  |                                          |                                          |                                          |                                          |                                          |                                          |                      |     |                           |                           |                           |                           |                           |                           |  |  |                        |                        |                        |                        |                        |                        |
|  | 1 Real Madrid                            | 1 Real Madrid                            | 1 Real Madrid                            | 98                                       | 88                                       | 0                                        |                      |     |                           |                           |                           |                           |                           |                           |  |  |                        |                        |                        |                        |                        |                        |
|  | 1 Real Madrid                            | 1 Real Madrid                            | 1 Real Madrid                            | 98                                       | 88                                       | 0                                        |                      |     |                           |                           |                           |                           |                           |                           |  |  |                        |                        |                        |                        |                        |                        |
|  | 8 Baxi Manresa                           | 8 Baxi Manresa                           | 8 Baxi Manresa                           | 75                                       | 73                                       | 0                                        |                      |     |                           |                           |                           |                           |                           |                           |  |  |                        |                        |                        |                        |                        |                        |
|  | 8 Baxi Manresa                           | 8 Baxi Manresa                           | 8 Baxi Manresa                           | 75                                       | 73                                       | 0                                        | 1 Real Madrid        | 94  | 79                        | 85                        | 0                         | 0                         |                           |                           |  |  |                        |                        |                        |                        |                        |                        |
|  |                                          |                                          |                                          |                                          |                                          |                                          | 1 Real Madrid        | 94  | 79                        | 85                        | 0                         | 0                         |                           |                           |  |  |                        |                        |                        |                        |                        |                        |
|  |                                          | 4 Valencia Basket                        | 72                                       | 66                                       | 78                                       | 0                                        | 0                    |     |                           |                           |                           |                           |                           |                           |  |  |                        |                        |                        |                        |                        |                        |
|  | 4 Valencia Basket                        | 4 Valencia Basket                        | 4 Valencia Basket                        | 66                                       | 78                                       | 0                                        | 0                    | 78  | 76                        | 79                        |                           |                           |                           |                           |  |  |                        |                        |                        |                        |                        |                        |
|  | 4 Valencia Basket                        | 4 Valencia Basket                        | 4 Valencia Basket                        |                                          |                                          |                                          |                      |     |                           | 79                        |                           |                           |                           |                           |  |  |                        |                        |                        |                        |                        |                        |
|  | 5 Unicaja Málaga                         | 5 Unicaja Málaga                         | 5 Unicaja Málaga                         | 85                                       | 69                                       | 76                                       |                      |     |                           |                           |                           |                           |                           |                           |  |  |                        |                        |                        |                        |                        |                        |
|  | 5 Unicaja Málaga                         | 5 Unicaja Málaga                         | 5 Unicaja Málaga                         | 85                                       | 69                                       | 76                                       | 1 Real Madrid        | 87  | 81                        | 77                        | 74                        | 0                         |                           |                           |  |  |                        |                        |                        |                        |                        |                        |
|  |                                          |                                          |                                          |                                          |                                          |                                          | 1 Real Madrid        | 87  | 81                        | 77                        | 74                        | 0                         |                           |                           |  |  |                        |                        |                        |                        |                        |                        |
|  |                                          | 2 FC Barcelona Lassa                     | 67                                       | 80                                       | 78                                       | 68                                       | 0                    |     |                           |                           |                           |                           |                           |                           |  |  |                        |                        |                        |                        |                        |                        |
|  | 2 FC Barcelona Lassa                     | 2 FC Barcelona Lassa                     | 2 FC Barcelona Lassa                     | 80                                       | 78                                       | 68                                       | 0                    | 87  | 107                       | 0                         |                           |                           |                           |                           |  |  |                        |                        |                        |                        |                        |                        |
|  | 2 FC Barcelona Lassa                     | 2 FC Barcelona Lassa                     | 2 FC Barcelona Lassa                     |                                          |                                          |                                          |                      |     |                           | 0                         |                           |                           |                           |                           |  |  |                        |                        |                        |                        |                        |                        |
|  | 7 Divina Seguros Joventut                | 7 Divina Seguros Joventut                | 7 Divina Seguros Joventut                | 61                                       | 86                                       | 0                                        |                      |     |                           |                           |                           |                           |                           |                           |  |  |                        |                        |                        |                        |                        |                        |
|  | 7 Divina Seguros Joventut                | 7 Divina Seguros Joventut                | 7 Divina Seguros Joventut                | 61                                       | 86                                       | 0                                        | 2 FC Barcelona Lassa | 101 | 76                        | 96                        | 0                         | 0                         |                           |                           |  |  |                        |                        |                        |                        |                        |                        |
|  |                                          |                                          |                                          |                                          |                                          |                                          | 2 FC Barcelona Lassa | 101 | 76                        | 96                        | 0                         | 0                         |                           |                           |  |  |                        |                        |                        |                        |                        |                        |
|  |                                          | 6 Tecnyconta Zaragoza                    | 59                                       | 70                                       | 81                                       | 0                                        | 0                    |     |                           |                           |                           |                           |                           |                           |  |  |                        |                        |                        |                        |                        |                        |
|  | 3 Kirolbet Baskonia                      | 3 Kirolbet Baskonia                      | 3 Kirolbet Baskonia                      | 70                                       | 81                                       | 0                                        | 0                    | 81  | 69                        | 0                         |                           |                           |                           |                           |  |  |                        |                        |                        |                        |                        |                        |
|  | 3 Kirolbet Baskonia                      | 3 Kirolbet Baskonia                      | 3 Kirolbet Baskonia                      |                                          |                                          |                                          |                      |     |                           | 0                         |                           |                           |                           |                           |  |  |                        |                        |                        |                        |                        |                        |
|  | 6 Tecnyconta Zaragoza                    | 6 Tecnyconta Zaragoza                    | 6 Tecnyconta Zaragoza                    | 91                                       | 76                                       | 0                                        |                      |     |                           |                           |                           |                           |                           |                           |  |  |                        |                        |                        |                        |                        |                        |
|  | 6 Tecnyconta Zaragoza                    | 6 Tecnyconta Zaragoza                    | 6 Tecnyconta Zaragoza                    | 91                                       | 76                                       | 0                                        |                      |     |                           |                           |                           |                           |                           |                           |  |  |                        |                        |                        |                        |                        |                        |

## Galardones

### Jugador de la jornada
(de acuerdo a la página oficial Archivado el 27 de julio de 2018 en Wayback Machine. de la competición)
| Jornada | Jugador                  | Equipo                  | Val. |
| ------- | ------------------------ | ----------------------- | ---- |
| 1       | Tornike Shengelia        | Kirolbet Baskonia       | 31   |
| 3       | Will Thomas              | Valencia Basket         | 36   |
| 4       | Darrun Hilliard          | Kirolbet Baskonia       | 28   |
| 5       | Vincent Poirier          | Kirolbet Baskonia       | 26   |
| 6       | Bojan Dubljević          | Valencia Basket         | 34   |
| 7       | Nicolás Laprovíttola     | Divina Seguros Joventut | 28   |
| 8       | Jaime Fernández          | Unicaja                 | 35   |
| 9       | Javier Beirán            | Iberostar Tenerife      | 32   |
| 10      | Bo McCalebb              | Tecnyconta Zaragoza     | 28   |
| 11      | Kostas Vasileiadis       | Monbus Obradoiro        | 31   |
| 12      | Vladimir Brodziansky     | Monbus Obradoiro        | 37   |
| 13      | Ryan Toolson             | Baxi Manresa            | 27   |
| 13      | Stan Okoye               | Tecnyconta Zaragoza     | 27   |
| 14      | Paco Cruz                | Montakit Fuenlabrada    | 32   |
| 15      | Ante Tomić               | Barça Lassa             | 37   |
| 16      | Colton Iverson (2)       | Iberostar Tenerife      | 33   |
| 17      | Javier Beirán (2)        | Iberostar Tenerife      | 25   |
| 17      | Vladimir Brodziansky (2) | Monbus Obradoiro        | 25   |
| 17      | Kostas Vasileiadis (2)   | Monbus Obradoiro        | 25   |
| 18      | Nicolás Laprovíttola (2) | Divina Seguros Joventut | 34   |
| 19      | Jaime Fernández (2)      | Unicaja                 | 34   |
| 20      | Volodymyr Gerun          | Cafés Candelas Breogán  | 37   |
| 21      | Vincent Poirier (2)      | Kirolbet Baskonia       | 34   |
| 22      | Brian Roberts            | Unicaja                 | 28   |
| 23      | Askia Booker             | UCAM Murcia             | 48   |
| 24      | E. J. Rowland            | Montakit Fuenlabrada    | 28   |
| 24      | Dylan Ennis              | MoraBanc Andorra        | 28   |
| 24      | Matt Thomas              | Valencia Basket         | 28   |
| 25      | Stan Okoye (2)           | Tecnyconta Zaragoza     | 32   |
| 26      | Nacho Martín             | Tecnyconta Zaragoza     | 34   |
| 27      | Nik Caner-Medley         | Movistar Estudiantes    | 35   |
| 28      | Daniel Pérez             | Delteco GBC             | 36   |
| 29      | Askia Booker (2)         | UCAM Murcia             | 38   |
| 30      | Thomas Heurtel           | Barça Lassa             | 28   |
| 31      | Askia Booker (3)         | UCAM Murcia             | 35   |
| 32      | Walter Tavares           | Real Madrid             | 27   |
| 32      | Mike Tobey               | Valencia Basket         | 27   |
| 33      | Jacob Wiley              | Herbalife Gran Canaria  | 33   |
| 34      | Louis Labeyrie           | Valencia Basket         | 34   |

### Jugador del mes
| Mes       | Semana | Jugador            | Equipo             | Val. | Ref   |
| --------- | ------ | ------------------ | ------------------ | ---- | ----- |
| Octubre   | 1–6    | Tornike Shengelia  | Kirolbet Baskonia  | 19.8 | [ 2 ] |
| Noviembre | 7–10   | Javier Beirán      | Iberostar Tenerife | 21.3 | [ 3 ] |
| Diciembre | 11-14  | Kostas Vasileiadis | Monbus Obradoiro   | 22.6 | [ 4 ] |
| Enero     | 14–18  | Colton Iverson     | Iberostar Tenerife | 23.5 | [ 5 ] |
| Febrero   | 19–20  | Giorgi Shermadini  | Unicaja            | 27.0 | [ 6 ] |
| Febrero   | 19–20  | Dominique Sutton   | San Pablo Burgos   | 27.0 | [ 6 ] |
| Marzo     | 21–25  | Moussa Diagne      | MoraBanc Andorra   | 20.5 | [ 7 ] |
| Abril     | 26–29  | Facundo Campazzo   | Real Madrid        | 22.7 | [ 8 ] |
| Mayo      | 30–34  | Marko Todorović    | Joventut Badalona  | 25   | [ 9 ] |

## Estadísticas
Hasta el final de la temporada regular.
| Rank | Nombre            | Equipo               | PPP  |
| ---- | ----------------- | -------------------- | ---- |
| 1.   | Nico Laprovittola | Joventut Badalona    | 17.2 |
| 2.   | Askia Booker      | UCAM Murcia CB       | 15.0 |
| 3.   | Stan Okoye        | Tecnyconta Zaragoza  | 14.8 |
| 4.   | Darío Brizuela    | CB Estudiantes       | 14.7 |
| 5.   | Francisco Cruz    | Montakit Fuenlabrada | 14.4 |

| Rank | Nombre            | Equipo            | APP |
| ---- | ----------------- | ----------------- | --- |
| 1.   | Omar Cook         | CB Estudiantes    | 6.4 |
| 2.   | Nico Laprovittola | Joventut Badalona | 6.4 |
| 3.   | Thomas Heurtel    | F.C. Barcelona    | 5.7 |
| 4.   | Daniel Pérez      | Delteco GBC       | 5.3 |
| 5.   | Andrew Albicy     | MoraBanc Andorra  | 5.2 |

| Rank | Nombre           | Equipo                 | RPP |
| ---- | ---------------- | ---------------------- | --- |
| 1.   | Nik Caner-Medley | CB Estudiantes         | 8.7 |
| 2.   | Edy Tavares      | Real Madrid            | 7.5 |
| 3.   | Colton Iverson   | Iberostar Tenerife     | 7.0 |
| 4.   | Gustavo Ayón     | Real Madrid            | 6.6 |
| 5.   | Volodymyr Gerun  | Cafés Candelas Breogán | 6.5 |

| Rank | Nombre          | Equipo                 | TPP |
| ---- | --------------- | ---------------------- | --- |
| 1.   | Edy Tavares     | Real Madrid            | 2.0 |
| 2.   | Alec Brown      | Cafés Candelas Breogán | 1.6 |
| 3.   | Cady Lalanne    | BAXI Manresa           | 1.3 |
| 4.   | Vincent Poirier | Saski Baskonia         | 1.2 |
| 5.   | Marko Todorović | Joventut de Badalona   | 1.0 |